# 基庫尤播棋
基庫尤播棋（Giuthi），主要流傳於肯亞基庫尤族的兩人棋類，是種播棋類，特點在分投方向常中途改變。

## 棋具
- 長方形棋盤，分為兩列各五或到十個小洞，兩方玩家各分一列。

- 初始佈置時，每個小洞通常六顆棋子。

## 規則
- 每回合玩家輪流行棋，從己方有棋洞取出所有棋子，選擇順或逆時鐘方向分配到其他的洞中，一洞分配一顆，直至分配完。當最後一顆棋子若落於有棋洞，需再從該洞再進行分配動作，並且以一百八十度轉變方向分投，直到最後分配的棋子落於空棋洞方結束。
  - 最後分投結束時落於己方空棋洞，若對面棋洞有棋子，並且此回合已經過對方棋洞，則把方才該顆棋子與對方該些棋子全取走作為分數。假使接下來順位洞為己方空棋洞，則一起取走對面棋洞的棋子，以此重複取子，直到遇到己方有棋洞。

- 分投結束時落於己方空棋洞，並且此回合時尚無經過對方棋洞，則需重新選擇任一己方棋洞再分投，方向也再重新選擇。

- 玩家無法分投時，則必須放棄回合。

- 當一方獲得超過總棋子數量一半時得勝[2]。